# Lessertia argentea
Lessertia argentea är en ärtväxtart som beskrevs av William Henry Harvey. Lessertia argentea ingår i släktet Lessertia och familjen ärtväxter. Inga underarter finns listade i Catalogue of Life.